# کوسکو گوانگ‌ژو
کوسکو گوانگ‌ژو (به انگلیسی: COSCO Guangzhou) یک کشتی است که طول آن ۳۵۰ متر (۱٬۱۵۰ فوت) می‌باشد. این کشتی  در سال ۲۰۰۶ ساخته شد.